# Jonathan Schmid
Jonathan Schmid (Estrasburgo, Bajo Rin, Francia, 22 de junio de 1990) es un futbolista francés. Juega de centrocampista y su equipo es el F. C. Progrès Niedercorn de la División Nacional de Luxemburgo.

## Trayectoria
Nació en 1990, hijo de padre austriaco y madre de Alsacia. Creció en el distrito de Neuhof, Estrasburgo. Cuando era niño jugó en las inferiores del Racing Club de Estrasburgo, y en 2008 entró en las juveniles del Offenburger FV alemán. Su último club en inferiores fue el S. C. Friburgo, donde llegó en la temporada 2008-09, y para el año 2010 ya formaba parte del primer equipo.
En junio de 2015 fichó por el TSG 1899 Hoffenheim por cuatro años, aunque en agosto de 2016 se fue al F. C. Augsburgo.
El 31 de mayo de 2019 regresó al S. C. Friburgo por segunda vez. Esta etapa en el club duró cuatro años y en septiembre de 2023 fichó por el S. C. Austria Lustenau, equipo con el que jugó once encuentros antes de rescindir su contrato a inicios de 2024. Entonces se marchó al F. C. Progrès Niedercorn luxemburgués.

## Estadísticas
Actualizado al último partido disputado el 5 de diciembre de 2023 (no incluye encuentros por los equipos reserva).
| Club                             | Div.          | Temporada     | Liga  | Liga  | Copas nacionales | Copas nacionales | Copas internacionales | Copas internacionales | Total | Total |
| Club                             | Div.          | Temporada     | Part. | Goles | Part.            | Goles            | Part.                 | Goles                 | Part. | Goles |
| -------------------------------- | ------------- | ------------- | ----- | ----- | ---------------- | ---------------- | --------------------- | --------------------- | ----- | ----- |
| S. C. Friburgo · Alemania        | 1.ª           | 2010-11       | 1     | 0     | 0                | 0                | ―                     | ―                     | 1     | 0     |
| S. C. Friburgo · Alemania        | 1.ª           | 2011-12       | 22    | 1     | 0                | 0                | ―                     | ―                     | 22    | 1     |
| S. C. Friburgo · Alemania        | 1.ª           | 2012-13       | 33    | 11    | 5                | 1                | ―                     | ―                     | 38    | 12    |
| S. C. Friburgo · Alemania        | 1.ª           | 2013-14       | 29    | 4     | 2                | 0                | 2                     | 0                     | 33    | 4     |
| S. C. Friburgo · Alemania        | 1.ª           | 2014-15       | 33    | 4     | 4                | 1                | ―                     | ―                     | 37    | 5     |
| TSG 1899 Hoffenheim · Alemania   | 1.ª           | 2015-16       | 23    | 4     | 1                | 0                | ―                     | ―                     | 24    | 4     |
| TSG 1899 Hoffenheim · Alemania   | 1.ª           | 2016-17       | 0     | 0     | 0                | 0                | ―                     | ―                     | 0     | 0     |
| TSG 1899 Hoffenheim · Alemania   | Total club    | Total club    | 23    | 4     | 1                | 0                | 0                     | 0                     | 24    | 4     |
| F. C. Augsburgo · Alemania       | 1.ª           | 2016-17       | 25    | 1     | 1                | 0                | ―                     | ―                     | 26    | 1     |
| F. C. Augsburgo · Alemania       | 1.ª           | 2017-18       | 25    | 0     | 1                | 0                | ―                     | ―                     | 26    | 0     |
| F. C. Augsburgo · Alemania       | 1.ª           | 2018-19       | 28    | 3     | 1                | 0                | ―                     | ―                     | 29    | 3     |
| F. C. Augsburgo · Alemania       | Total club    | Total club    | 78    | 4     | 3                | 0                | 0                     | 0                     | 81    | 4     |
| S. C. Friburgo · Alemania        | 1.ª           | 2019-20       | 33    | 5     | 2                | 0                | ―                     | ―                     | 35    | 5     |
| S. C. Friburgo · Alemania        | 1.ª           | 2020-21       | 31    | 2     | 2                | 1                | ―                     | ―                     | 33    | 3     |
| S. C. Friburgo · Alemania        | 1.ª           | 2021-22       | 13    | 0     | 3                | 1                | ―                     | ―                     | 16    | 1     |
| S. C. Friburgo · Alemania        | 1.ª           | 2022-23       | 3     | 0     | 0                | 0                | 0                     | 0                     | 3     | 0     |
| S. C. Friburgo · Alemania        | Total club    | Total club    | 198   | 27    | 18               | 4                | 2                     | 0                     | 218   | 31    |
| S. C. Austria Lustenau · Austria | 1.ª           | 2023-24       | 9     | 0     | 2                | 0                | ―                     | ―                     | 11    | 0     |
| S. C. Austria Lustenau · Austria | Total club    | Total club    | 9     | 0     | 2                | 0                | 0                     | 0                     | 11    | 0     |
| Total carrera                    | Total carrera | Total carrera | 308   | 35    | 24               | 4                | 2                     | 0                     | 334   | 39    |
| 1. 2.                            |               |               |       |       |                  |                  |                       |                       |       |       |